# Carlo Alessandro di Brandeburgo-Ansbach
Cristiano Federico Carlo Alessandro di Brandeburgo-Ansbach (in tedesco Christian Friedrich Karl Alexander von Brandenburg-Ansbach; Ansbach, 24 febbraio 1736 – Speen, 5 gennaio 1806) fu l'ultimo margravio di Brandeburgo-Ansbach e di Brandeburgo-Bayreuth.

## Biografia
I genitori di Cristiano Federico furono il Margravio Carlo Guglielmo Federico di Brandeburgo-Ansbach e la Principessa Federica Luisa di Prussia, figlia del Re Federico Guglielmo I di Prussia e sorella di Federico II di Prussia.
Dopo la prematura morte del fratello Carlo Federico Augusto, il 9 maggio 1737, "Alexander," come si fece chiamare, divenne Principe Ereditario del Principato. Dal 1748 al 1759, studiò ad Utrecht. Ottenuto il titolo di Conte di Sayn (la Contea di Sayn-Altenkirchen nella Westerwald era parte del Principato di Ansbach dal 1741) egli viaggiò a Torino e nella Savoia.
Il 22 novembre 1754, a Coburgo, Carlo Alessandro sposò Carolina Federica di Sassonia-Coburgo-Saalfeld (1735-1791), figlia del Duca Francesco Giosea di Sassonia-Coburgo-Saalfeld e della Principessa Anna Sofia di Schwarzburg-Rudolstadt.
Il 3 agosto 1757, Carlo Alessandro divenne Margravio di Brandeburgo-Ansbach. La Residenz del Principato era Ansbach, ma Carlo Alessandro preferì la propria residenza di caccia e pose la propria sede a Triesdorf. Qui egli si dedicò al restaurò del "Castello Bianco" per la sua amante Hippolyte Clairon, ed il "Castello Rosso" per sé, e costruì la Villa Sandrina per la propria amante "Fräulein Kurz", e la Villa Rotonda per la propria amante e successiva moglie Elizabeth Craven.
Nel 1758, Carlo Alessandro fondò la fabbrica di porcellana di Ansbach ed apportò miglioramenti all'agricoltura importando delle pecore e diffondendone l'allevamento. Nel 1769, con la morte senza eredi di Federico Cristiano di Brandeburgo-Bayreuth, egli acquisì anche il Principato di Bayreuth.
Nel 1780, Carlo Alessandro fondò una propria banca, la Hochfürstlich-Brandenburg-Anspach-Bayreuthische Hofbanco, che sarebbe divenuta in seguito la Bayerische Hypotheken- und Wechselbank (attualmente parte della HypoVereinsbank). Egli intendeva con questo atto accaparrarsi l'amicizia delle banche ebree in previsione delle spese per i propri affari finanziari, non disdegnando anche per sé la posizione di presidente di banca, il che gli garantiva personalmente di amministrare il denaro contante del suo stato.
Una delle imprese finanziarie maggiori per Cristiano Federico fu infatti l'acquisto da parte di Giorgio III d'Inghilterra di truppe ausiliare per il proprio esercito da spedire nelle rivoltose colonie d'America. Questo nuovo corpo venne chiamata "l'Armata Franca" e consisteva di 1.644 mercenari, dei quali solo 1.183 ritornarono in madrepatria nel 1783. Il Margravio acquistò truppe anche dai Paesi Bassi. Con questi investimenti, egli aumentò i già gravosi debiti del Principato che ammontavano a 5.000.000 di talleri nel 1757. La vittoria e conseguente indipendenza degli Stati Uniti furono un gravissimo colpo per il marchese, che aveva sbagliato da che parte stare ritrovandosi coi crediti scoperti. Quando abdicherà, all'età di 55 anni, i suoi debiti ammonteranno solo a 1.500.000 talleri.
La prima moglie di Cristiano Federico, Carolina Federica, morì il 18 febbraio 1791 a Unterschwaningen, dove viveva da quando si era separata dal marito. Il 19 maggio di quello stesso anno Carlo Alessandro lasciò Triesdorf per l'Inghilterra.

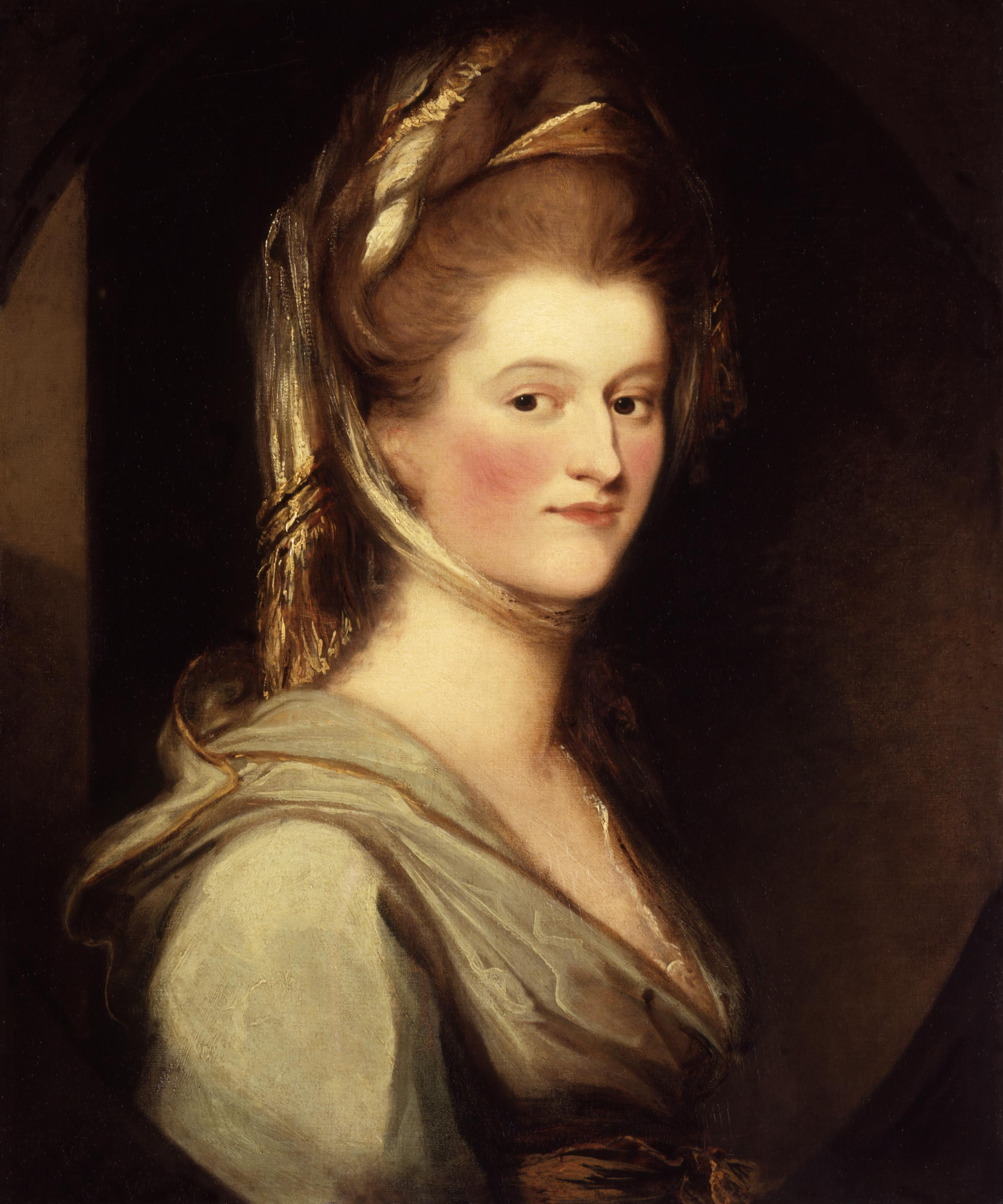
Lady Elizabeth Craven

Il 13 ottobre o il 30 ottobre 1791, a Lisbona, sposò Lady Elizabeth Craven (1750-1828), figlia di Augustus Berkeley, IV conte di Berkeley, e vedova di William Craven, VI barone Craven, che era morto poco prima delle nozze.

### La fine del Margraviato
Il 16 gennaio 1791, Cristiano Federico vendette il Margraviato alla Prussia. Il contratto venne curato dal barone Carlo August von Hardenberg, che aveva svolto le mansioni di Ministro Plenipotenziario ad Ansbach sin dal 1790. Secondo i termini di questo contratto, la Prussia avrebbe pagato al Margravio come ricompensa uno stipendio annuale di 300.000 talleri.
Il 2 dicembre, a Bordeaux, egli siglò la propria formale abdicazione dal ruolo di Margravio.
La regione della Franconia che egli aveva governato passò quindi di padrone in padrone. Il 15 dicembre 1805, nel primo Trattato di Schönbrunn, la Prussia cedette il Principato di Ansbach alla Francia in cambio dell'elettorato di Hannover (conquistato dalle armate rivoluzionarie); nel 1806, Ansbach venne acquisito dal Regno di Baviera in cambio del Ducato di Berg, e poco dopo la sconfitta dei prussiani a Jena, il 14 ottobre 1806, si attuò la cessione del Principato di Bayreuth alla Francia, nel Trattato di Tilsit nel luglio del 1807. Nel 1810, Bayreuth venne acquistato dalla Baviera. Infine, nel 1871, la Baviera venne incorporata nella Confederazione Tedesca del Nord come parte dell'Impero Tedesco, sotto il controllo prussiano.

### Dopo l'abdicazione
Cristiano Federico salpò alla volta dell'Inghilterra e vi si insediò come privato cittadino con la propria seconda moglie, e qui la coppia si dedicò all'allevamento di cavalli. Dal dicembre 1791, aveva acquistato una villa lungo il Tamigi, a Hammersmith, che fu chiamata Casa di Brandeburgo, e nel 1798, acquistò il Benham Park a Speen presso Newbury, nel Berkshire. Il 5 gennaio 1806, all'età di 69 anni, Cristiano Alessandro morì dopo una breve malattia. Oggigiorno viene ricordato con una lapide nella Chiesa di Santa Maria a Speen, che riporta semplicemente "In memoria del Margravio di Ansbach, che morì il 5 gennaio 1806".
Massone, membro della loggia Alexander zu den drei Sternen (Alessandro alle tre Stelle) di Ansbach, appartenne alla "Stretta Osservanza templare" col nome d'Ordine di Eques a Molimento.

## Ascendenza
|                                                 |                       |                                         | Genitori                                 |  |  | Nonni |  |  | Bisnonni                                 |  |  | Trisnonni                         |  |
|                                                 |                       |                                         |                                          |  |  |       |  |  | Giovanni Federico di Brandeburgo-Ansbach |  |  | Alberto II di Brandeburgo-Ansbach |  |
|                                                 |                       |                                         |                                          |  |  |       |  |  | Giovanni Federico di Brandeburgo-Ansbach |  |  | Alberto II di Brandeburgo-Ansbach |  |
|                                                 |                       | Margherita Sofia di Oettingen-Oettingen |                                          |  |  |       |  |  | Giovanni Federico di Brandeburgo-Ansbach |  |  |                                   |  |
| Guglielmo Federico di Brandeburgo-Ansbach       |                       |                                         |                                          |  |  |       |  |  | Giovanni Federico di Brandeburgo-Ansbach |  |  |                                   |  |
|                                                 |                       | Eleonora Erdmuthe di Sassonia-Eisenach  | Giovanni Giorgio I di Sassonia-Eisenach  |  |  |       |  |  |                                          |  |  |                                   |  |
|                                                 |                       | Eleonora Erdmuthe di Sassonia-Eisenach  | Giovanni Giorgio I di Sassonia-Eisenach  |  |  |       |  |  |                                          |  |  |                                   |  |
|                                                 |                       | Eleonora Erdmuthe di Sassonia-Eisenach  | Giovannetta di Sayn-Wittgenstein         |  |  |       |  |  |                                          |  |  |                                   |  |
| Carlo Guglielmo Federico di Brandeburgo-Ansbach |                       | Eleonora Erdmuthe di Sassonia-Eisenach  |                                          |  |  |       |  |  |                                          |  |  |                                   |  |
|                                                 |                       | Carlo I Alessandro di Württemberg       | Federico Carlo di Württemberg            |  |  |       |  |  |                                          |  |  |                                   |  |
|                                                 |                       | Carlo I Alessandro di Württemberg       | Federico Carlo di Württemberg            |  |  |       |  |  |                                          |  |  |                                   |  |
|                                                 |                       | Carlo I Alessandro di Württemberg       | Eleonora Giuliana di Brandeburgo-Ansbach |  |  |       |  |  |                                          |  |  |                                   |  |
| Cristiana Carlotta di Württemberg-Winnental     |                       | Carlo I Alessandro di Württemberg       |                                          |  |  |       |  |  |                                          |  |  |                                   |  |
|                                                 |                       | Maria Augusta di Thurn und Taxis        | Anselmo Francesco di Thurn und Taxis     |  |  |       |  |  |                                          |  |  |                                   |  |
|                                                 |                       | Maria Augusta di Thurn und Taxis        | Anselmo Francesco di Thurn und Taxis     |  |  |       |  |  |                                          |  |  |                                   |  |
|                                                 |                       | Maria Augusta di Thurn und Taxis        | Maria Ludovica di Lobkowicz              |  |  |       |  |  |                                          |  |  |                                   |  |
| Cristiano Federico                              |                       | Maria Augusta di Thurn und Taxis        |                                          |  |  |       |  |  |                                          |  |  |                                   |  |
|                                                 | Federico I di Prussia | Federico Guglielmo di Brandeburgo       |                                          |  |  |       |  |  |                                          |  |  |                                   |  |
|                                                 | Federico I di Prussia | Federico Guglielmo di Brandeburgo       |                                          |  |  |       |  |  |                                          |  |  |                                   |  |
|                                                 | Federico I di Prussia | Luisa Enrichetta d'Orange               |                                          |  |  |       |  |  |                                          |  |  |                                   |  |
| Federico Guglielmo I di Prussia                 | Federico I di Prussia |                                         |                                          |  |  |       |  |  |                                          |  |  |                                   |  |
|                                                 |                       | Sofia Carlotta di Hannover              | Ernesto Augusto di Hannover              |  |  |       |  |  |                                          |  |  |                                   |  |
|                                                 |                       | Sofia Carlotta di Hannover              | Ernesto Augusto di Hannover              |  |  |       |  |  |                                          |  |  |                                   |  |
|                                                 |                       | Sofia Carlotta di Hannover              | Sofia del Palatinato                     |  |  |       |  |  |                                          |  |  |                                   |  |
| Federica Luisa di Prussia                       |                       | Sofia Carlotta di Hannover              |                                          |  |  |       |  |  |                                          |  |  |                                   |  |
|                                                 |                       | Giorgio I d'Inghilterra                 | Ernesto Augusto di Hannover              |  |  |       |  |  |                                          |  |  |                                   |  |
|                                                 |                       | Giorgio I d'Inghilterra                 | Ernesto Augusto di Hannover              |  |  |       |  |  |                                          |  |  |                                   |  |
|                                                 |                       | Giorgio I d'Inghilterra                 | Sofia del Palatinato                     |  |  |       |  |  |                                          |  |  |                                   |  |
| Sofia Dorotea di Hannover                       |                       | Giorgio I d'Inghilterra                 |                                          |  |  |       |  |  |                                          |  |  |                                   |  |
|                                                 |                       | Sofia Dorotea di Celle                  | Giorgio Guglielmo di Brunswick-Lüneburg  |  |  |       |  |  |                                          |  |  |                                   |  |
|                                                 |                       | Sofia Dorotea di Celle                  | Giorgio Guglielmo di Brunswick-Lüneburg  |  |  |       |  |  |                                          |  |  |                                   |  |
|                                                 |                       | Sofia Dorotea di Celle                  | Éléonore d'Esmier d'Olbreuse             |  |  |       |  |  |                                          |  |  |                                   |  |
|                                                 |                       | Sofia Dorotea di Celle                  |                                          |  |  |       |  |  |                                          |  |  |                                   |  |